# Maaslandse renaissance

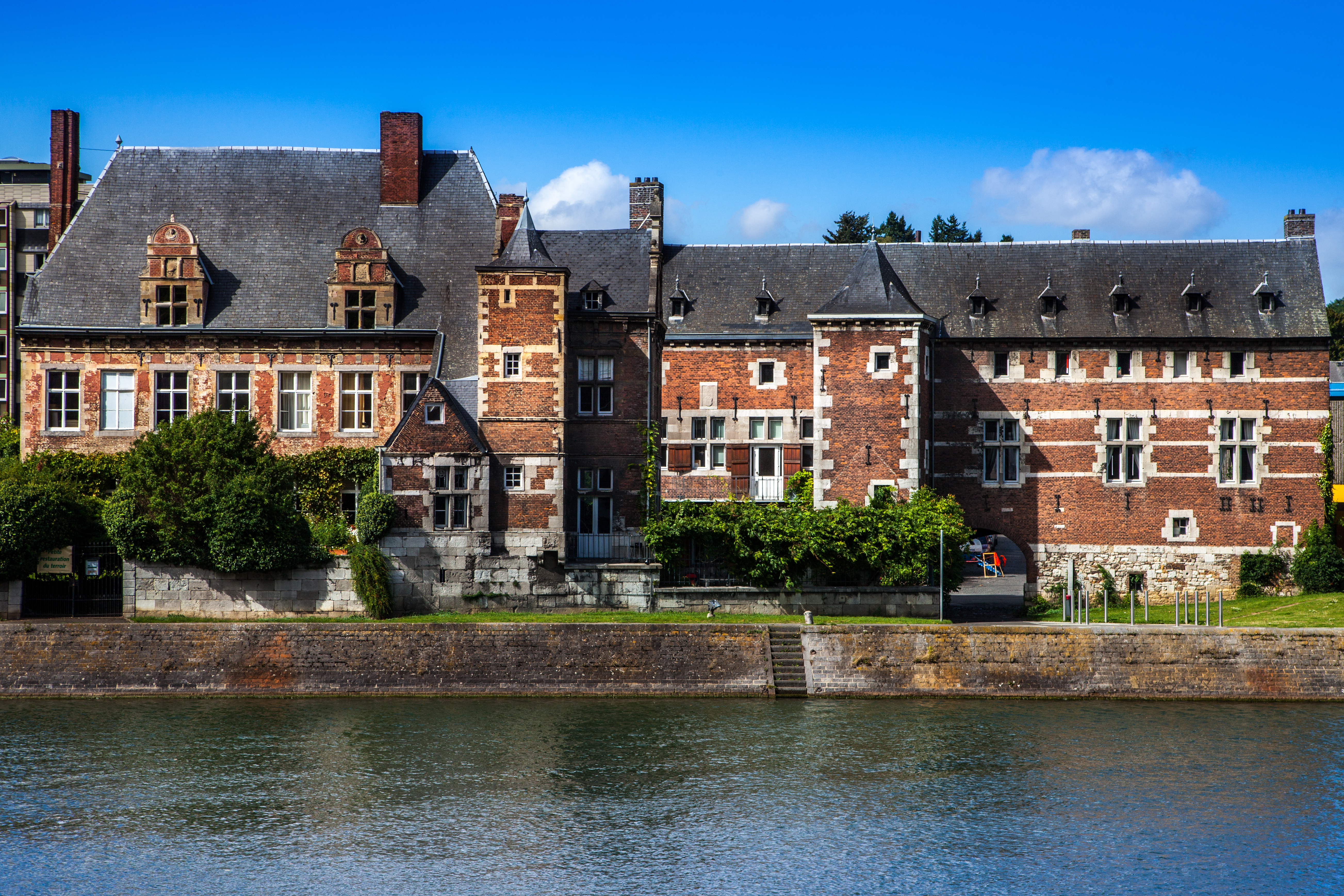
Het Battahuis in Hoei, het vroegere refugiehuis van de abdij van Val-Saint-Lambert, in Maaslandse renaissancestijl

Maaslandse renaissance is de aanduiding voor een regionale architectuurstijl in het prinsbisdom Luik en omgeving (het Maasland) in de 16e en 17e eeuw. De benaming Maaslandse renaissance werd, parallel aan de termen Maaslandse kunst en Maasgotiek (met betrekking tot de romaanse en gotische kunst), geïntroduceerd door de Sittardse kunsthistoricus prof. dr. J.J.M. Timmers om de "eigenheid" van de 17e-eeuwse bouwkunst in het Limburgse en Luikse Maasland te benadrukken. Na Timmers hebben kunsthistorici met name bij de vermeende eigenheid vragen gesteld en de aanduiding als feitelijk incorrect bestempeld. Inmiddels is de term – correct of incorrect – gemeengoed.

## Luikse renaissance
De Maaslandse renaissance kan gezien worden als een variant van de klassieke Luikse renaissance, een bouwstijl die nauw aansloot bij de Italiaanse en Franse renaissance. Deze bouwstijl bloeide in het prinsbisdom Luik op tijdens het bewind van prins-bisschop Everhard van der Marck (1505-38).

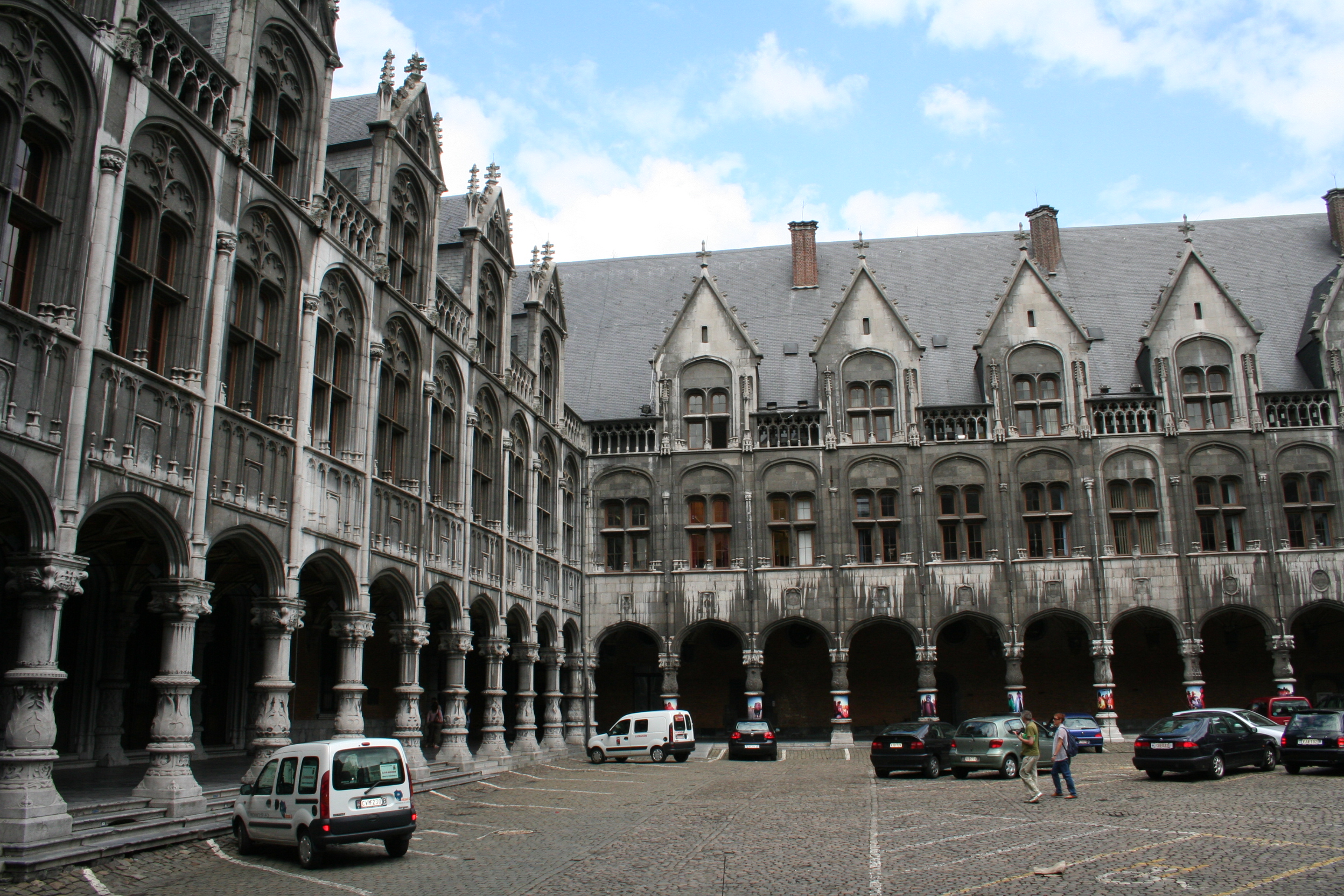
De cour d'honneur van het Paleis van de Prins-bisschoppen in Luik

### Bouwkunst
In het politieke en culturele centrum van het prinsbisdom, de stad Luik, richtte de uit Italië, via Frankrijk overgewaaide bouwstijl zich aanvankelijk op klassieke Italiaanse modellen. Bij de bouw van het nieuwe Paleis van de Prins-bisschoppen (vanaf 1526 geleid door de bouwmeester Arnold van Mulken) was een min of meer eigen idioom ontstaan, gekenmerkt door zuilenarcades met tulpvormige kolommen en accoladevormige vensterlateien. Het in 1974 afgebroken Hôtel de Cortenbach in Luik was een ander voorbeeld van deze stijl. Wellicht het meest klassieke voorbeeld van Luikse renaissance is het portaal van de Sint-Jacobskerk, in 1558 ontworpen door Lambert Lombard, die een studiereis naar Italië gemaakt had.
Buiten de grotere steden Luik en Maastricht vond de op klassieke voorbeelden geïnspireerde bouwstijl nauwelijks navolging. In Maastricht kunnen de zuilenarcade op de binnenplaats van het Spaans Gouvernement en enkele details in de kloostergangen van de Onze-Lieve-Vrouwebasiliek en de Sint-Servaasbasiliek als voorbeelden gelden. In de kapel van de abdij Mariënlof te Kerniel zijn renaissance-kapitelen verwerkt, die wellicht afkomstig zijn van een arcade elders in het gebouw. De stijl is verder te herkennen in enkele hardstenen ingangspartijen, bijvoorbeeld van het Kasteel d'Aspremont-Lynden in Oud-Rekem.

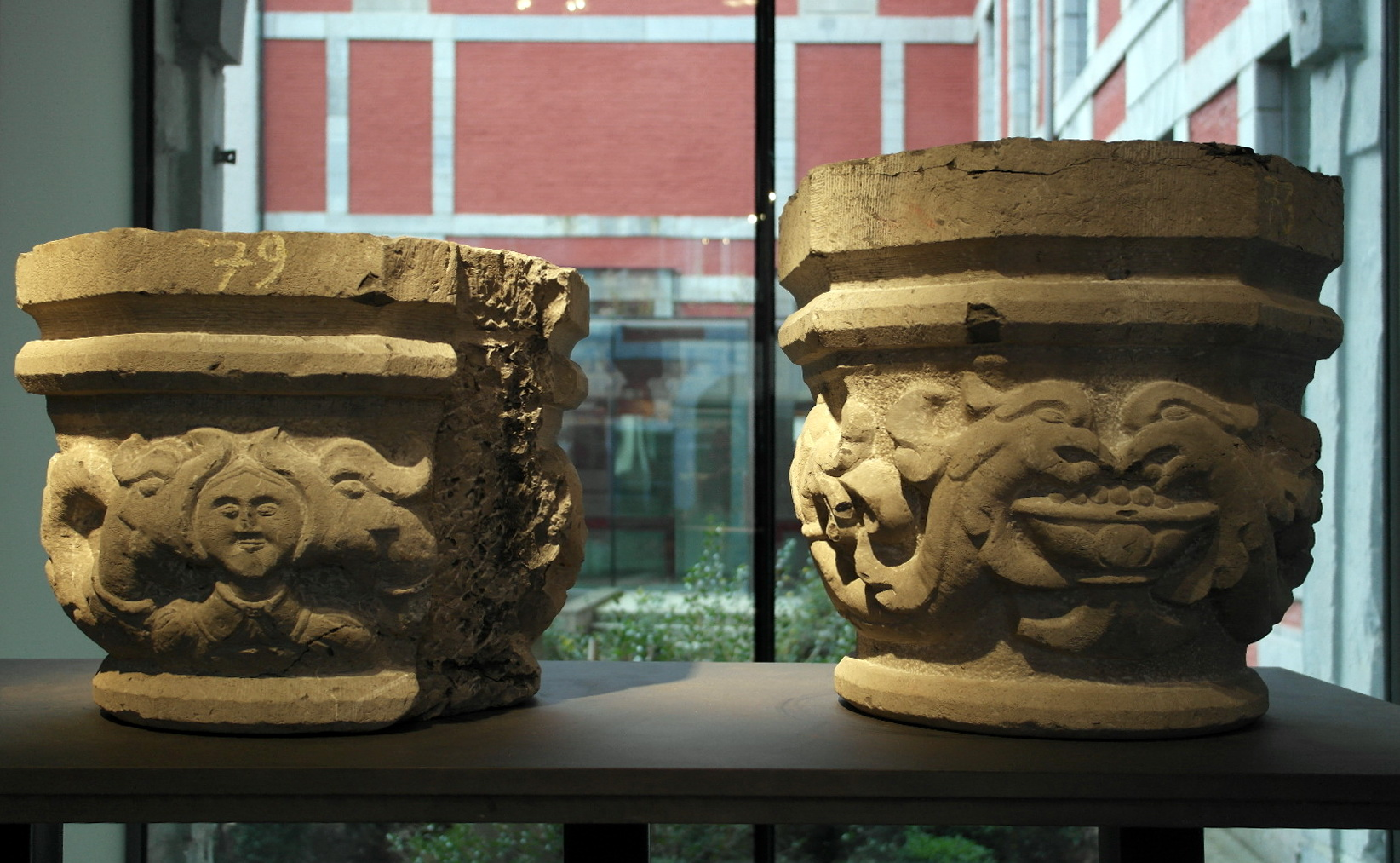
Kapitelen Hôtel de Cortenbach, Luik
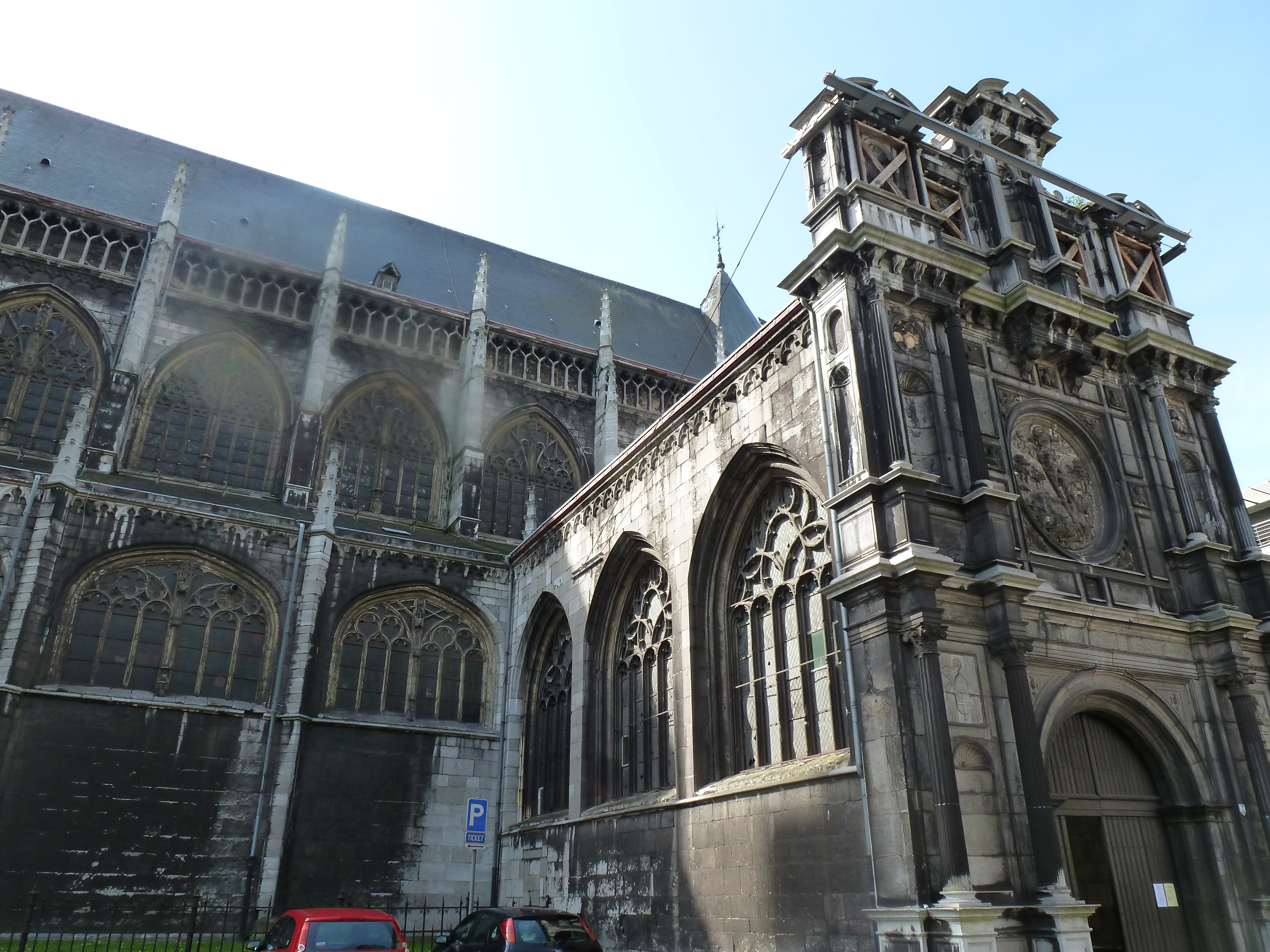
Portaal Sint-Jacobskerk, Luik
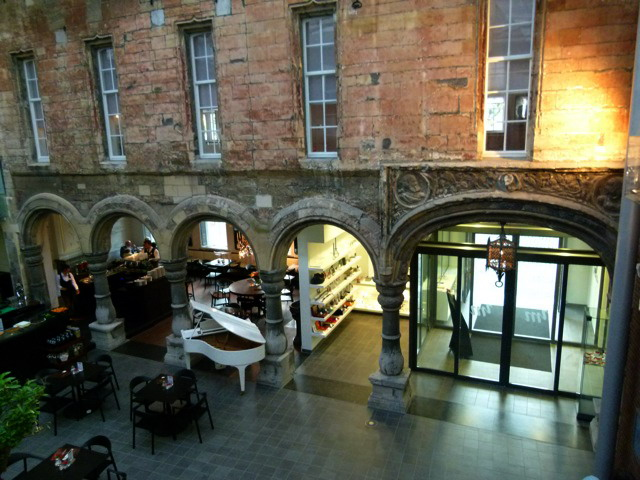
Overdekte binnenplaats Spaans Gouvernement, Maastricht
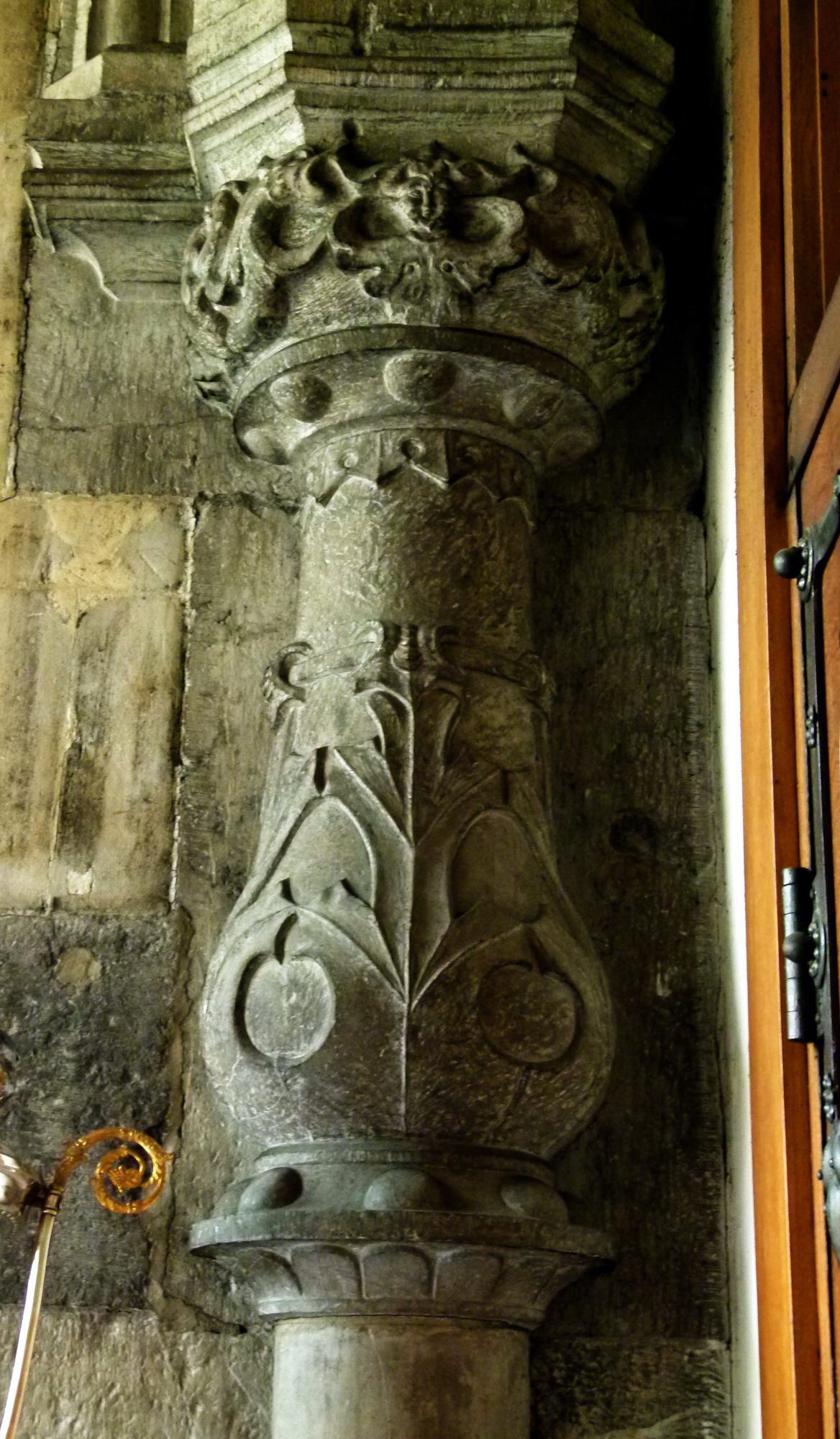
Detail kruisgang, Onze-Lieve-Vrouwebasiliek, Maastricht

### Beeldende kunst
Ook in de schilder- en beeldhouwkunst van het Maasland deed zich het klassieke ideaal van de renaissancekunst gelden. Lambert Lombard was behalve bouwmeester ook schilder. Hij schilderde onder meer een achttal klassieke landschappen en interieurs met Deugdzame vrouwen, waarvan er vier in de parochiekerk van Stokrooie worden bewaarden; de andere vier bevinden zich in het Grand Curtius in Luik. Dit museum bezit tevens een fraaie collectie renaissance-sculpturen van zwart marmer uit Theux.
Elders in Luik en het Maasland zijn gebeeldhouwde grafzerken en epitaven met renaissance-elementen te vinden, bijvoordeeld in de Sint-Janskerk, de Sint-Jacobskerk en de Sint-Gilliskerk in Luik, de Sint-Ursulakerk in Lanaken, de Sint-Servaaskerk en de Oude Minderbroederskerk te Maastricht, de Sint-Stefanuskerk in Wijnandsrade, de Sint-Augustinuskerk in Elsloo en de Sint-Lambertuskerk in Mheer. Bijzonder zijn de brokstukken van een 10 m hoge sacramentstoren uit 1561 van de Luikse beeldhouwer Guillaume de Jonckeu, oorspronkelijk in de Kruisherenkerk in Maastricht, thans in het depot van het Bonnefantenmuseum.

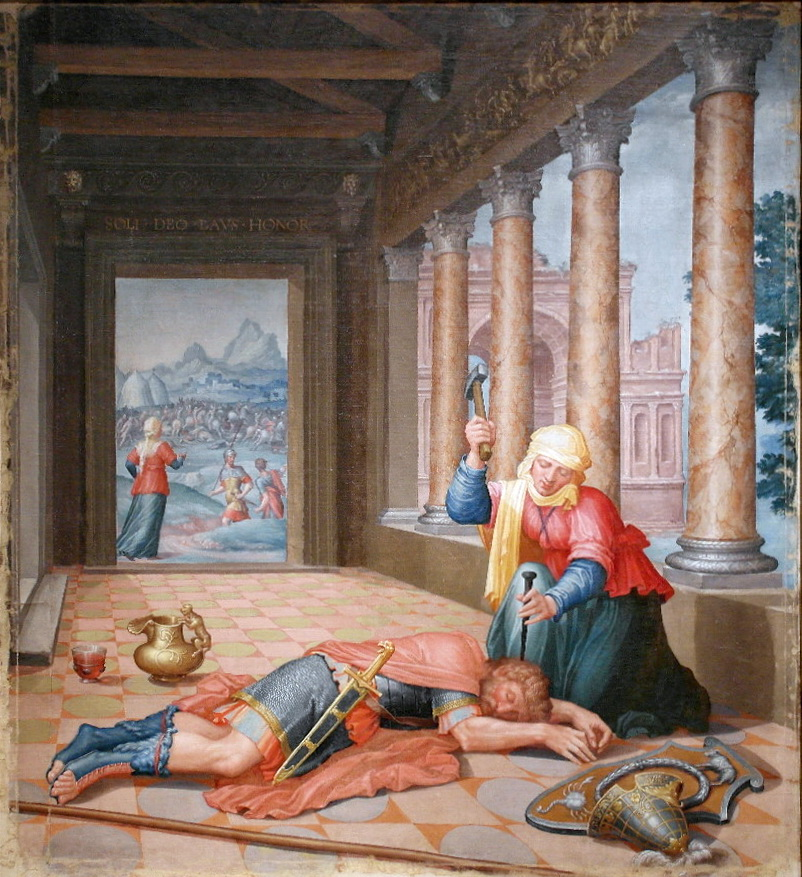
Jaël en Sisera, L. Lombard, ca 1530 (Grand Curtius, Luik)
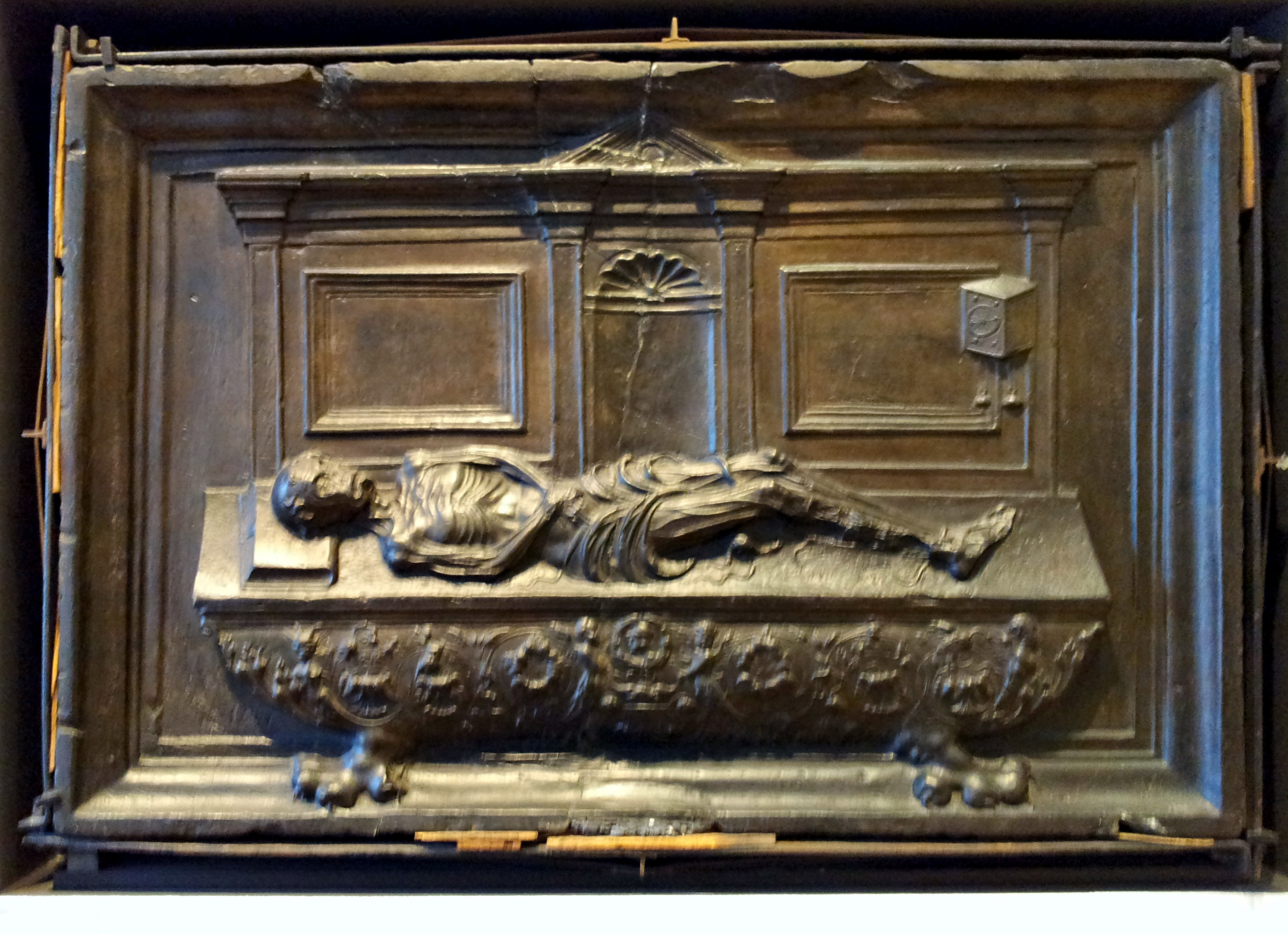
Epitaaf met ontbindend lijk, 1537 (Grand Curtius, Luik)
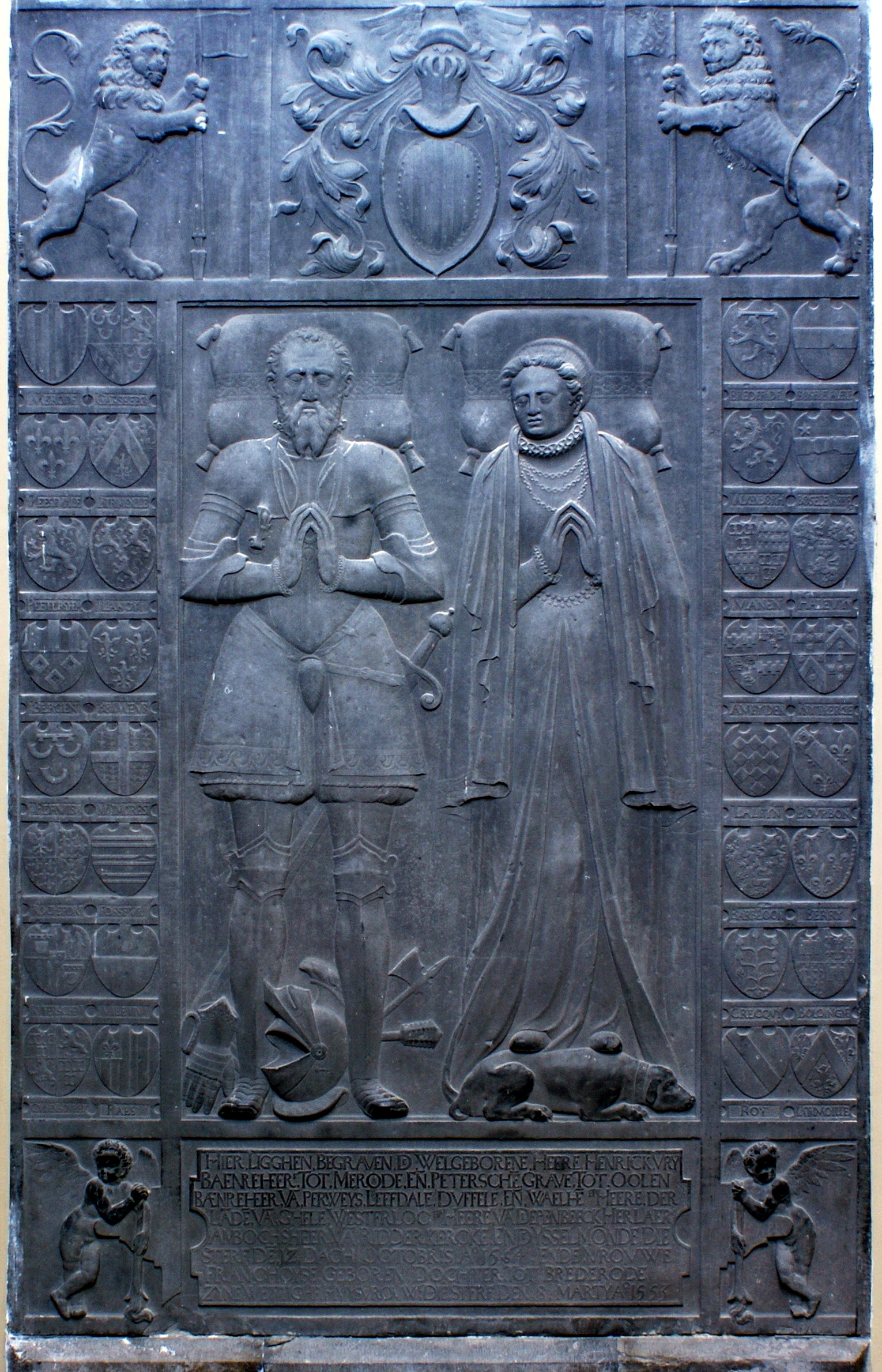
Grafzerk, 16e eeuw (St-Ursulakerk, Lanaken)
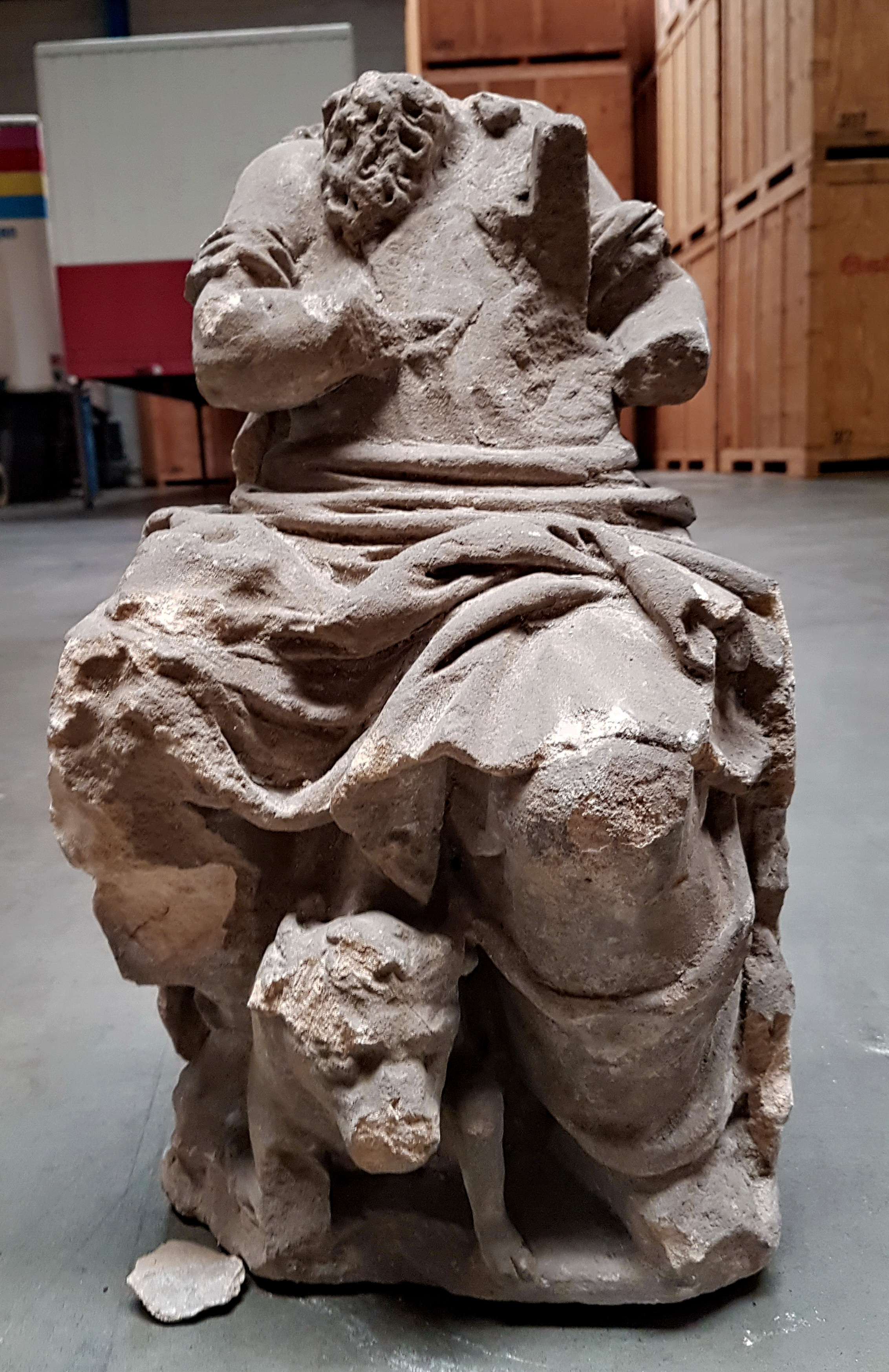
Beeld St-Lukas, 1561 (Bonnefantenmuseum, Maastricht)

## Maaslandse renaissance

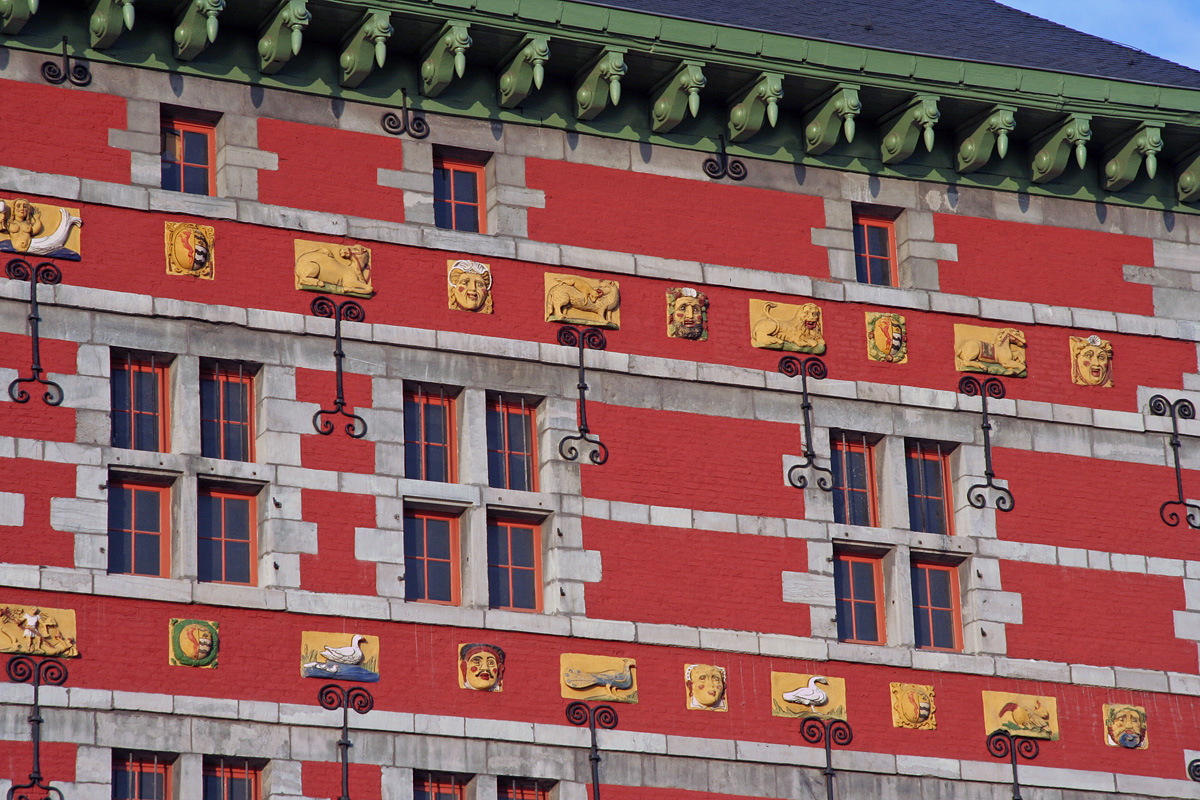
Detail gevel Palais Curtius in Luik

Aan het begin van de 17e eeuw ontwikkelde zich uit deze op klassieke voorbeelden geënte stijl een lokale variant, die slechts zijdelings raakvlakken met de Italiaanse of Franse Renaissance had. Deze Maaslandse renaissancestijl werd vooral toegepast bij de bouw van kloosters, kastelen, carréboerderijen en stadshuizen in de stad Luik en omgeving, het Land van Herve, de Voerstreek, Belgisch Limburg, Nederlands Zuid-Limburg en, in mindere mate, in de stad Aken en omgeving. Er bestaan slechts enkele voorbeelden van kerken in Maaslandse renaissancestijl, wellicht omdat er tijdens de Tachtigjarige Oorlog weinig kerken gebouwd werden in deze regio, en later, onder invloed van de Contrareformatie, vaak voor barokarchitectuur gekozen werd als het om religieuze bouwwerken ging. Als 'oervoorbeeld' van een bouwwerk in Maaslandse renaissancestijl wordt vaak het laat-16e-eeuwse Luikse stadspaleis Curtius genoemd.
De meeste bouwwerken die tot de stijl van de Maaslandse renaissance gerekend worden, zijn gebouwd volgens traditionele bouwmethoden, waarbij vaak gebruikgemaakt wordt van speklagen, hardstenen raamomlijstingen, waterlijsten, hoogopgaande daken en geprononceerde daklijsten onder de dakrand (vaak met gebeeldhouwde consoles, door Timmers 'cymbalen' genoemd). De gebruikte materialen zijn meest inheems: Naamse steen, baksteen en Limburgse mergel. Door sommige kunsthistorici wordt deze "typisch Maaslandse" manier van bouwen gezien als een variant op de Brabantse bouwstijl.

### Kerken en kloosters

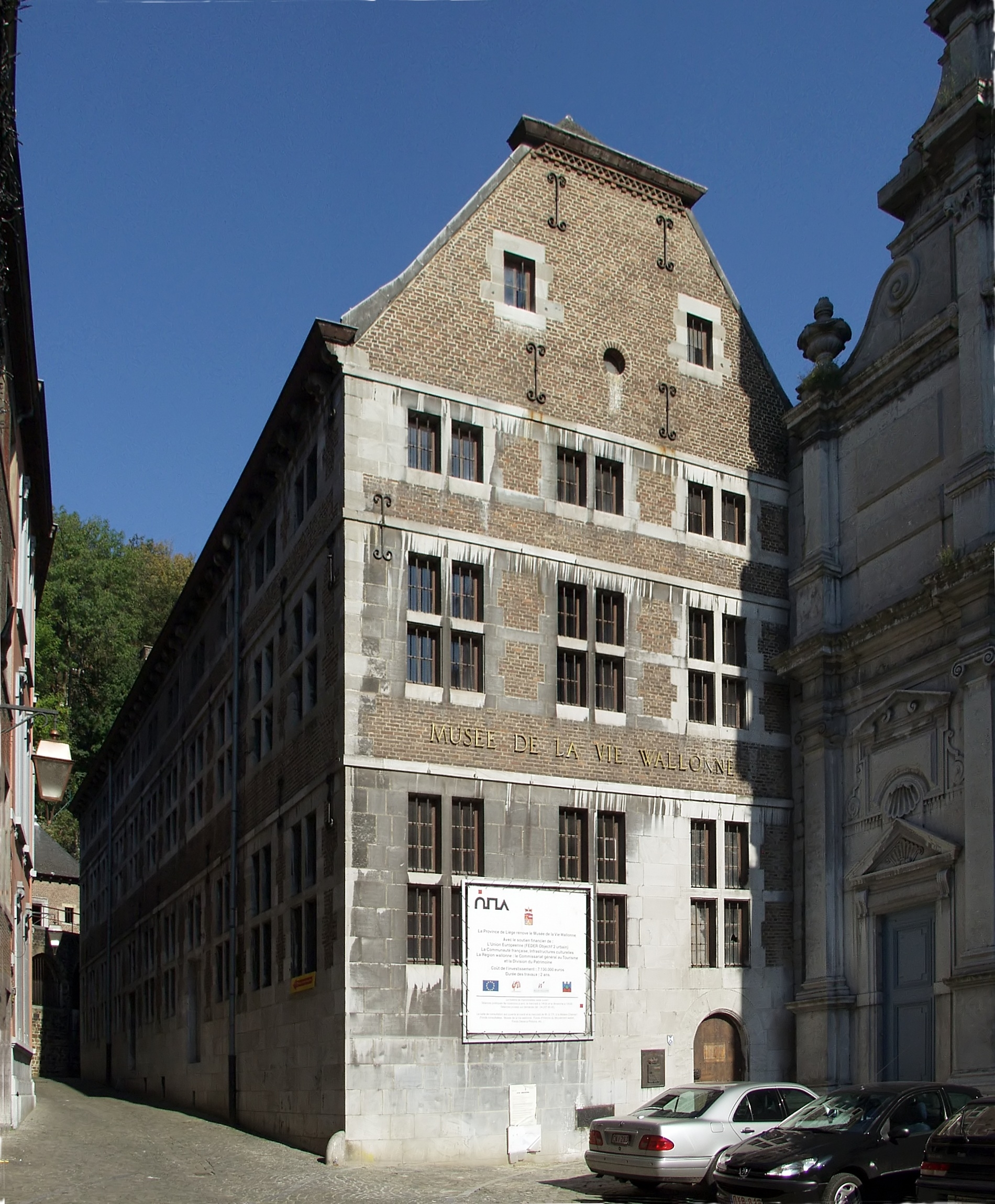
Minderbroedersklooster, Luik
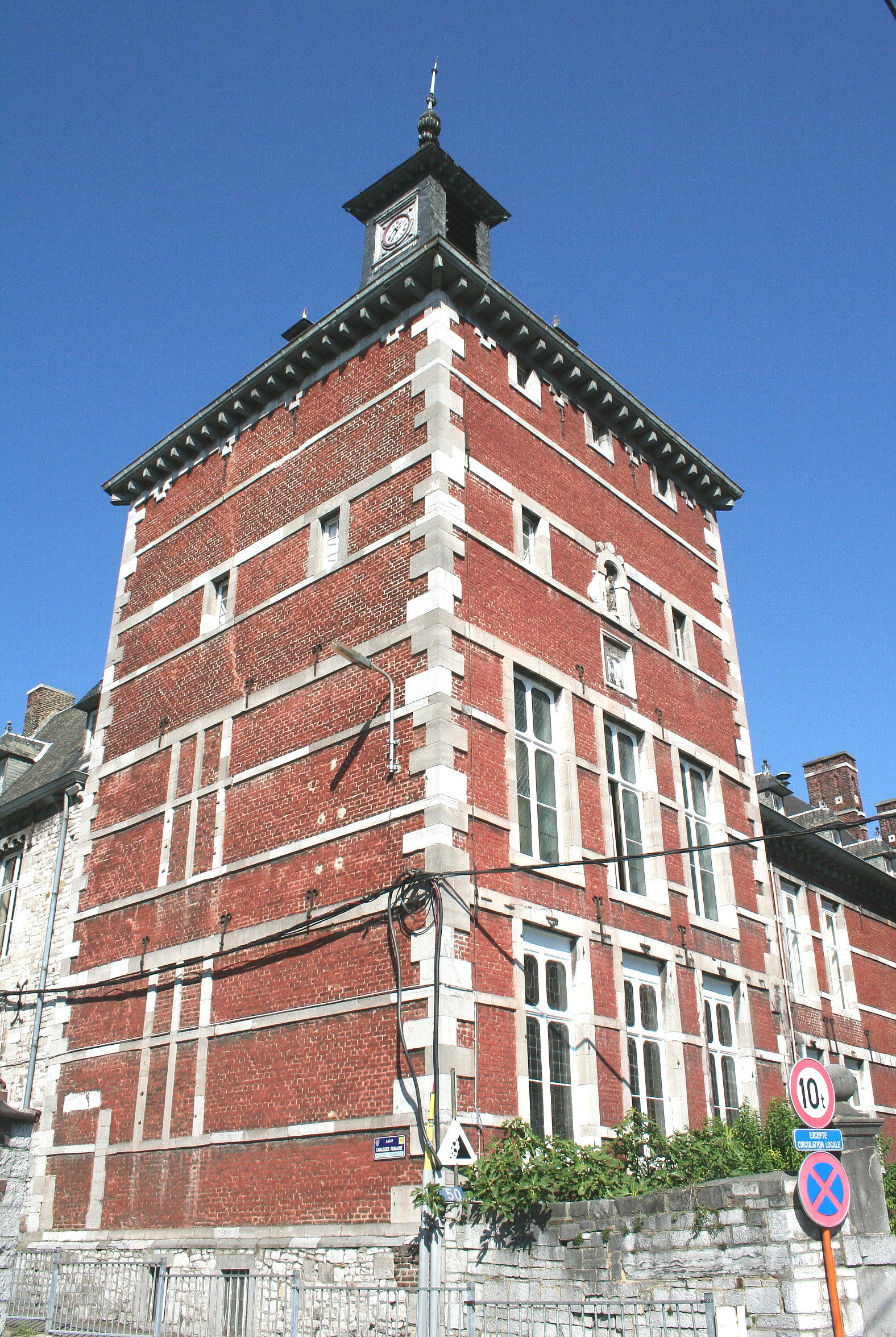
Abdij van Flône
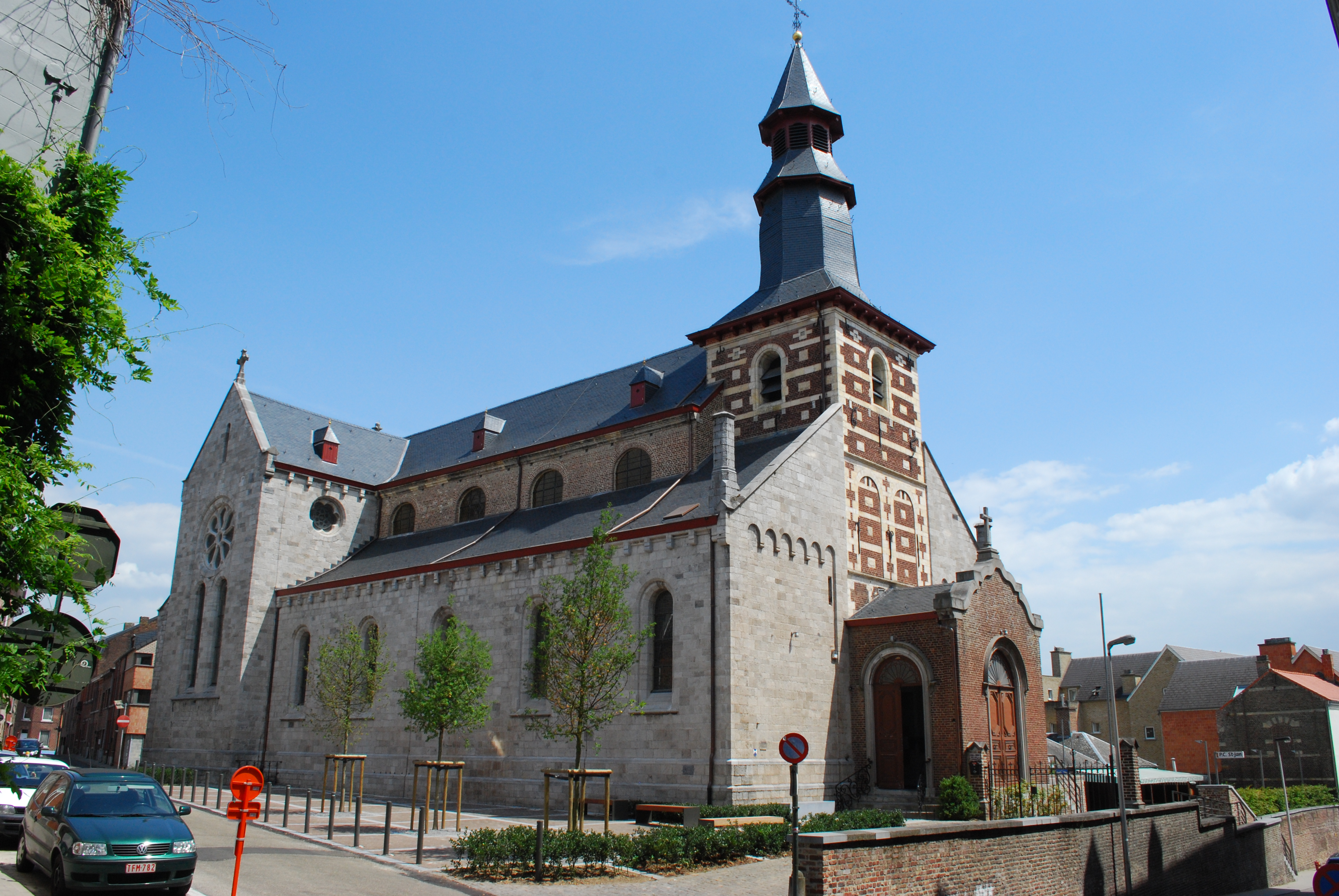
Toren St-Jan-de-Doperkerk, Tongeren
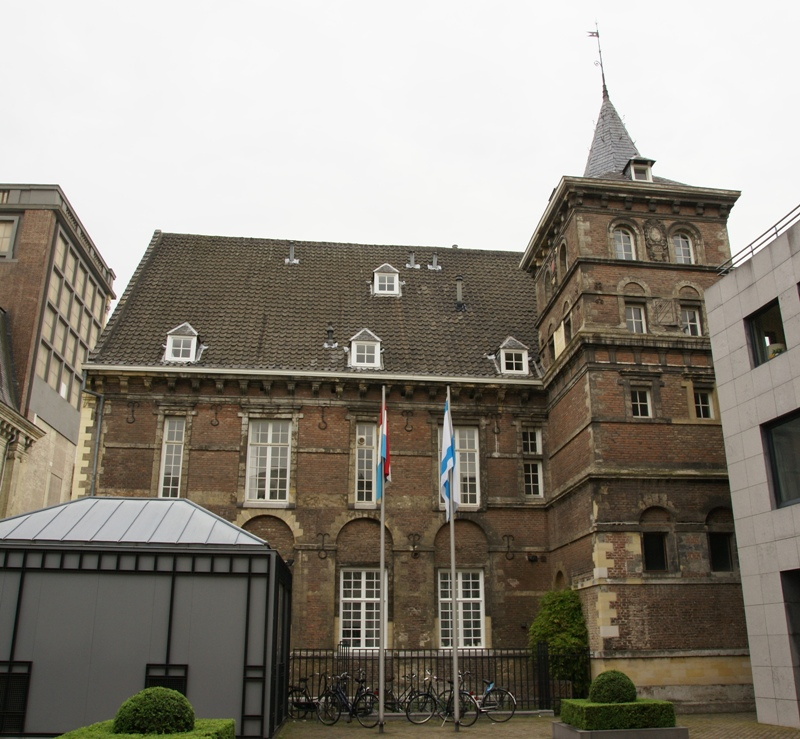
Jezuïetenklooster, Maastricht

### Openbare gebouwen

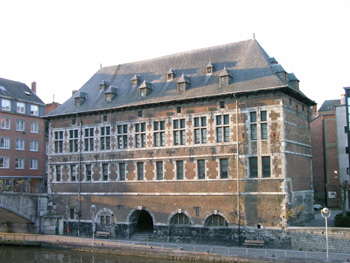
Vleeshal van Namen
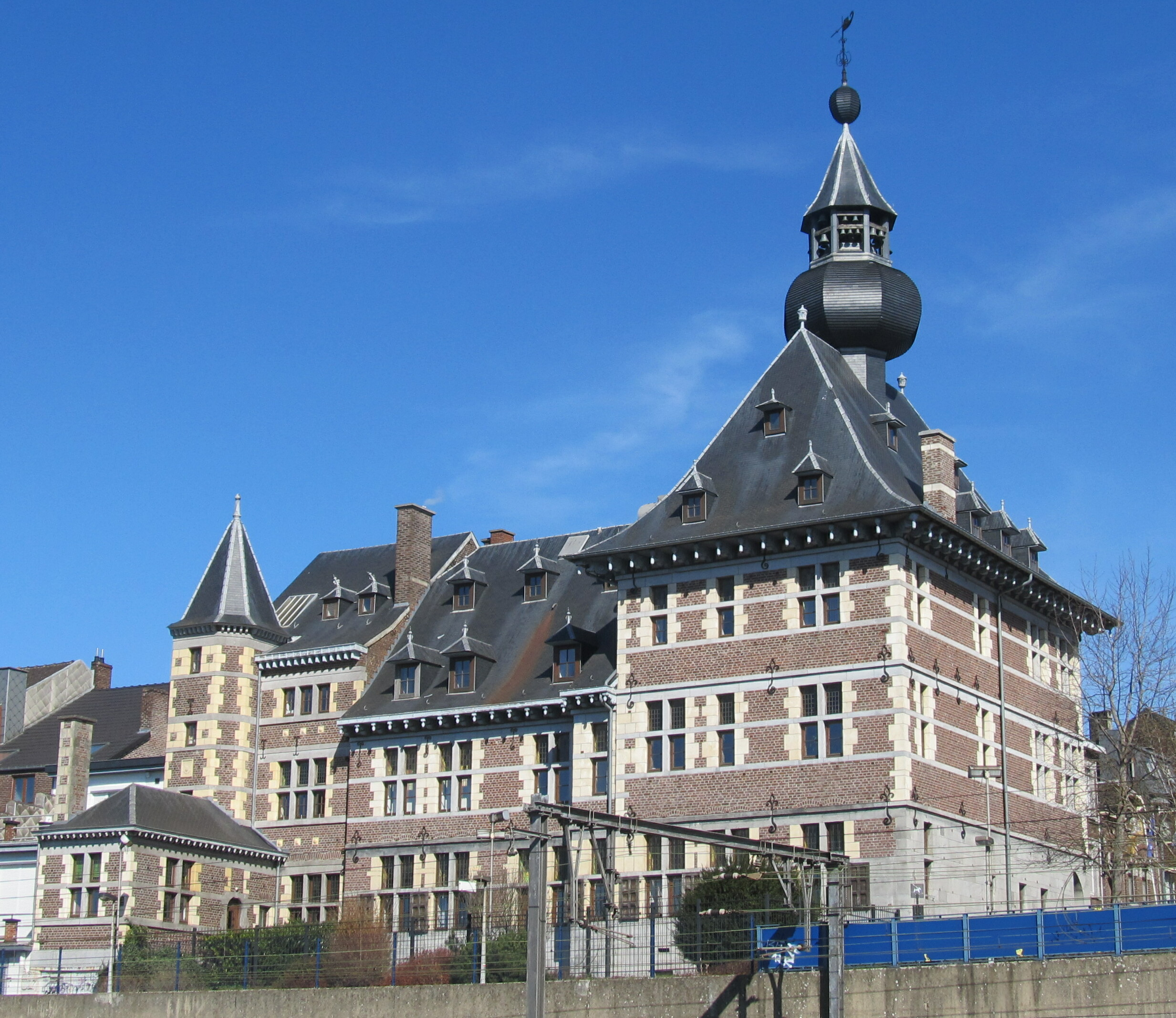
Stadhuis van Wezet (Visé)
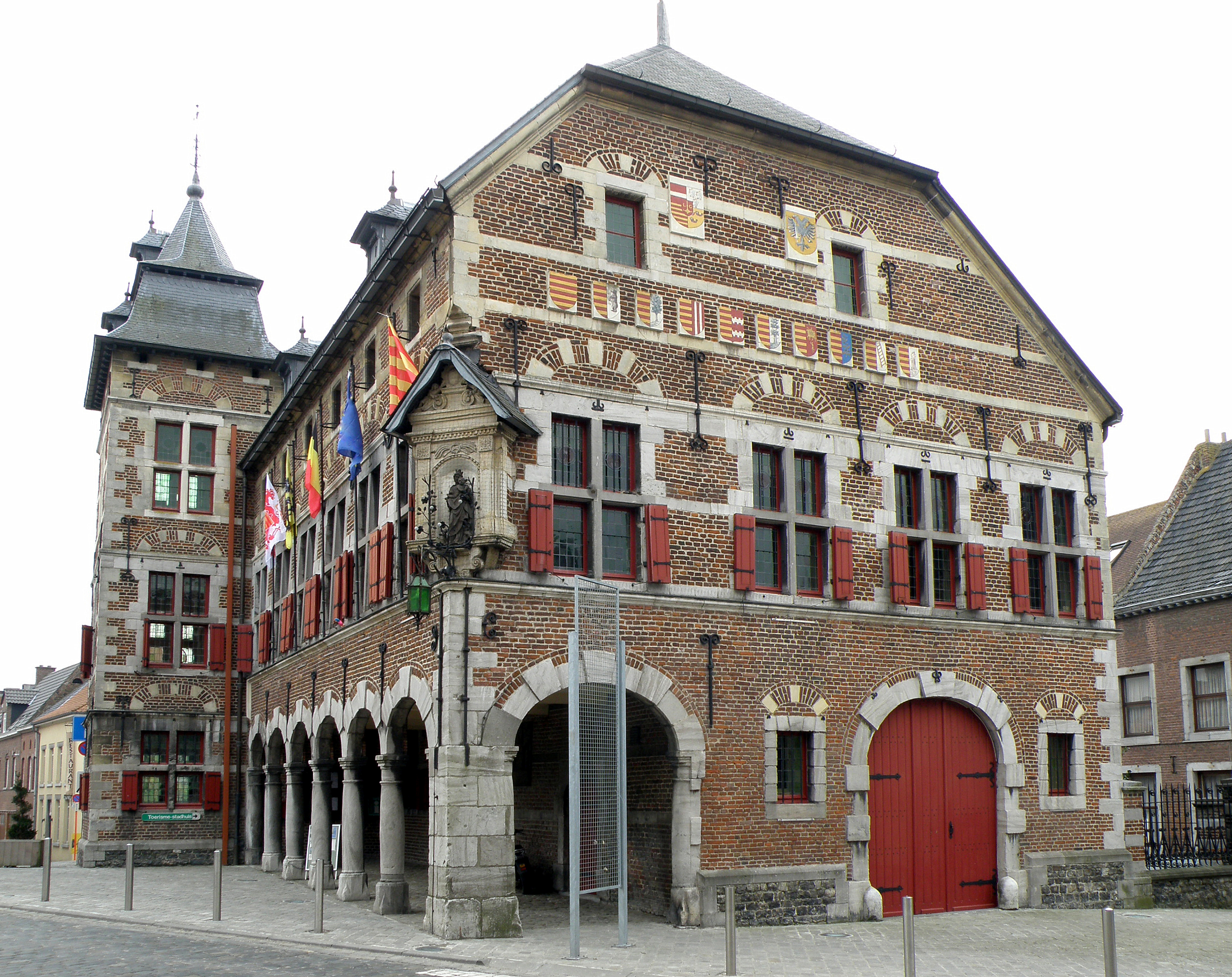
Stadhuis van Borgloon
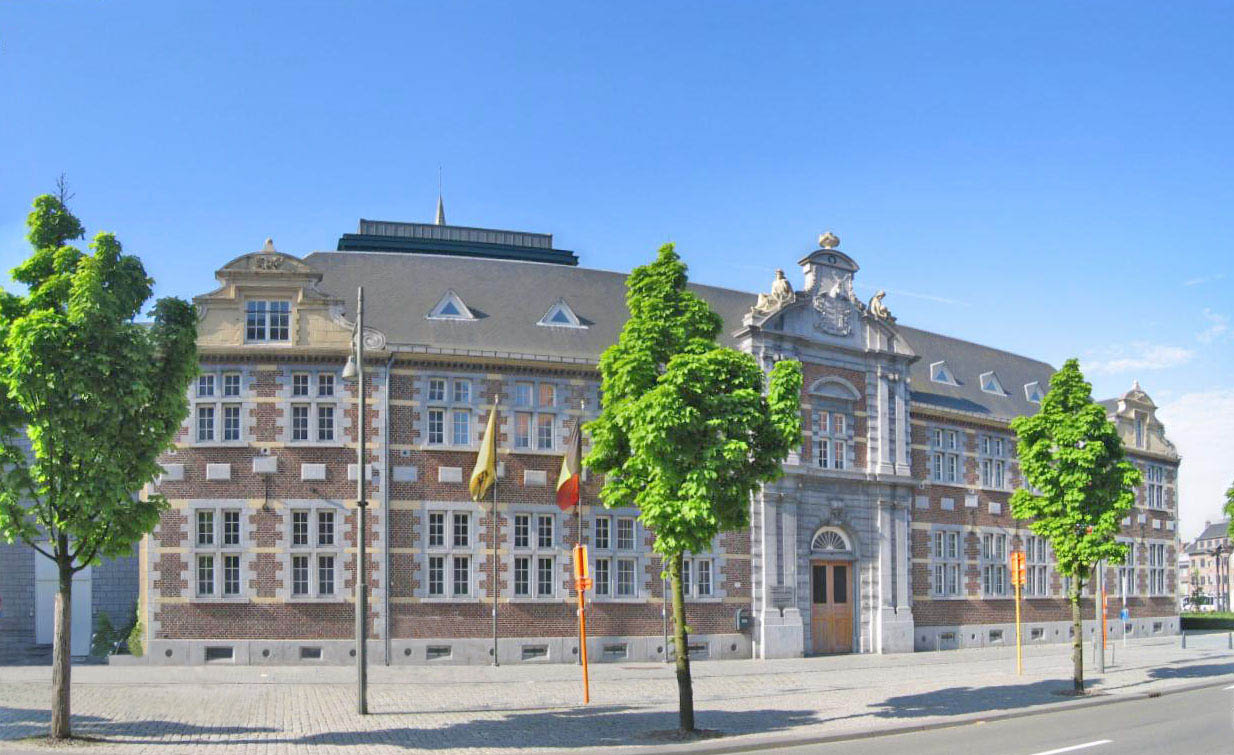
Oud Gasthuis, Hasselt

### Stadswoningen

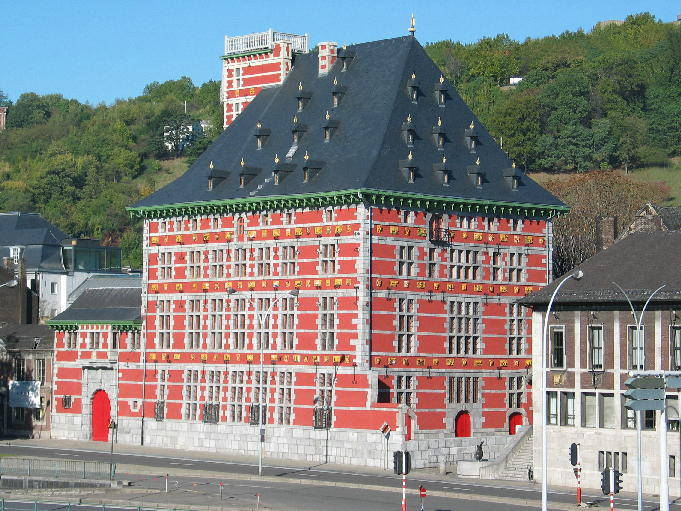
Palais Curtius, Luik
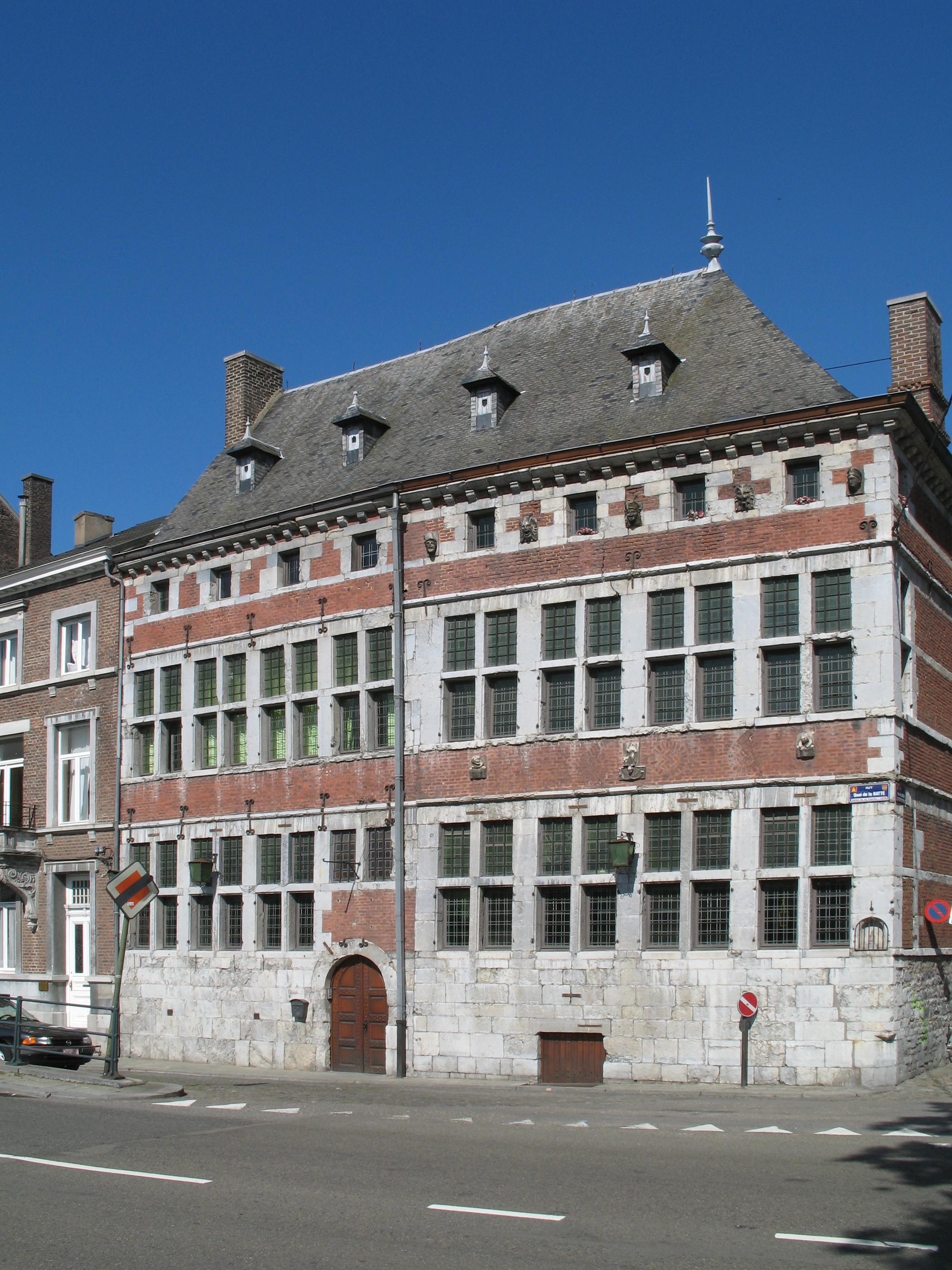
Hôtel de la Cloche, Hoei
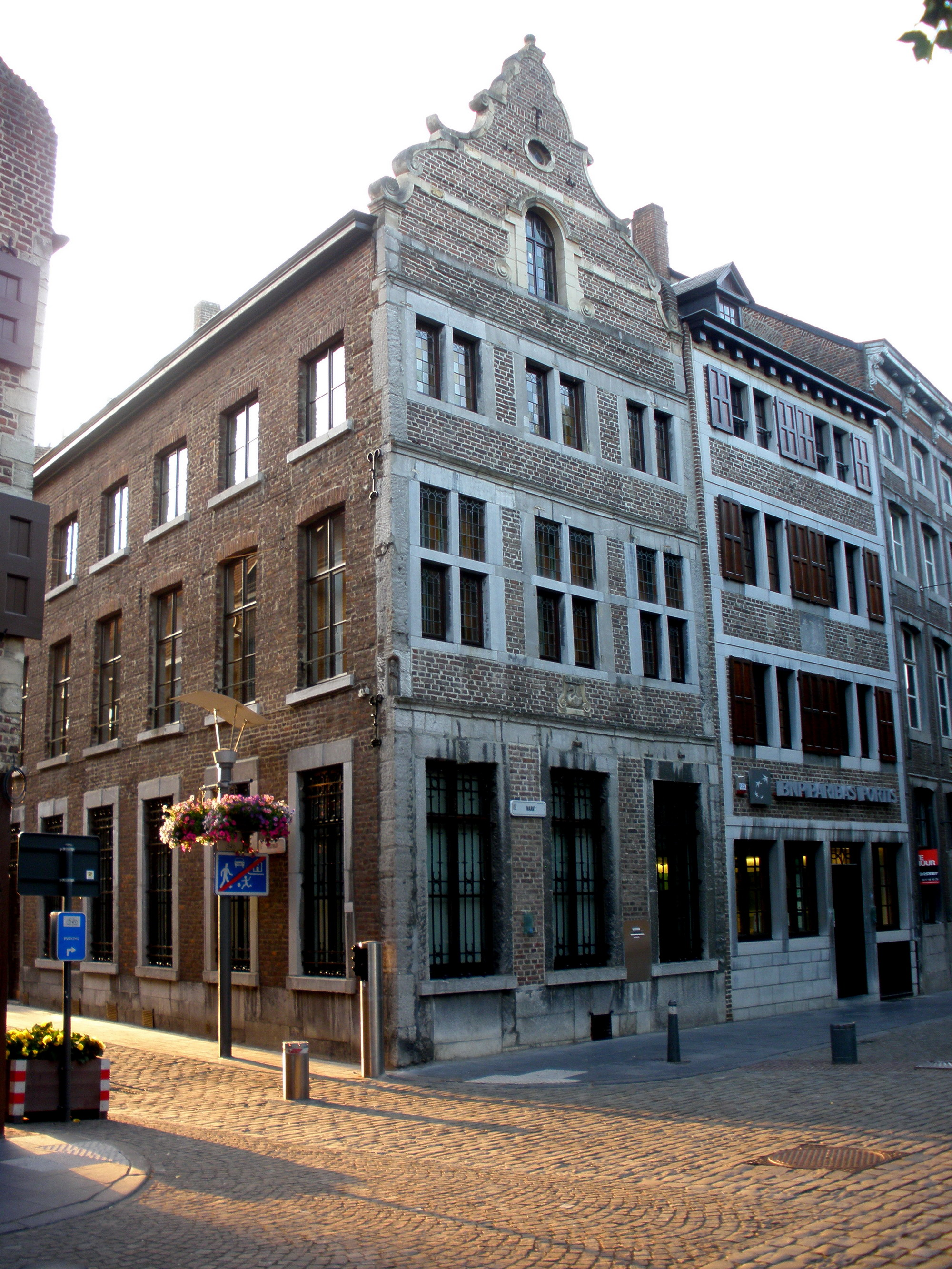
Markt, Maaseik
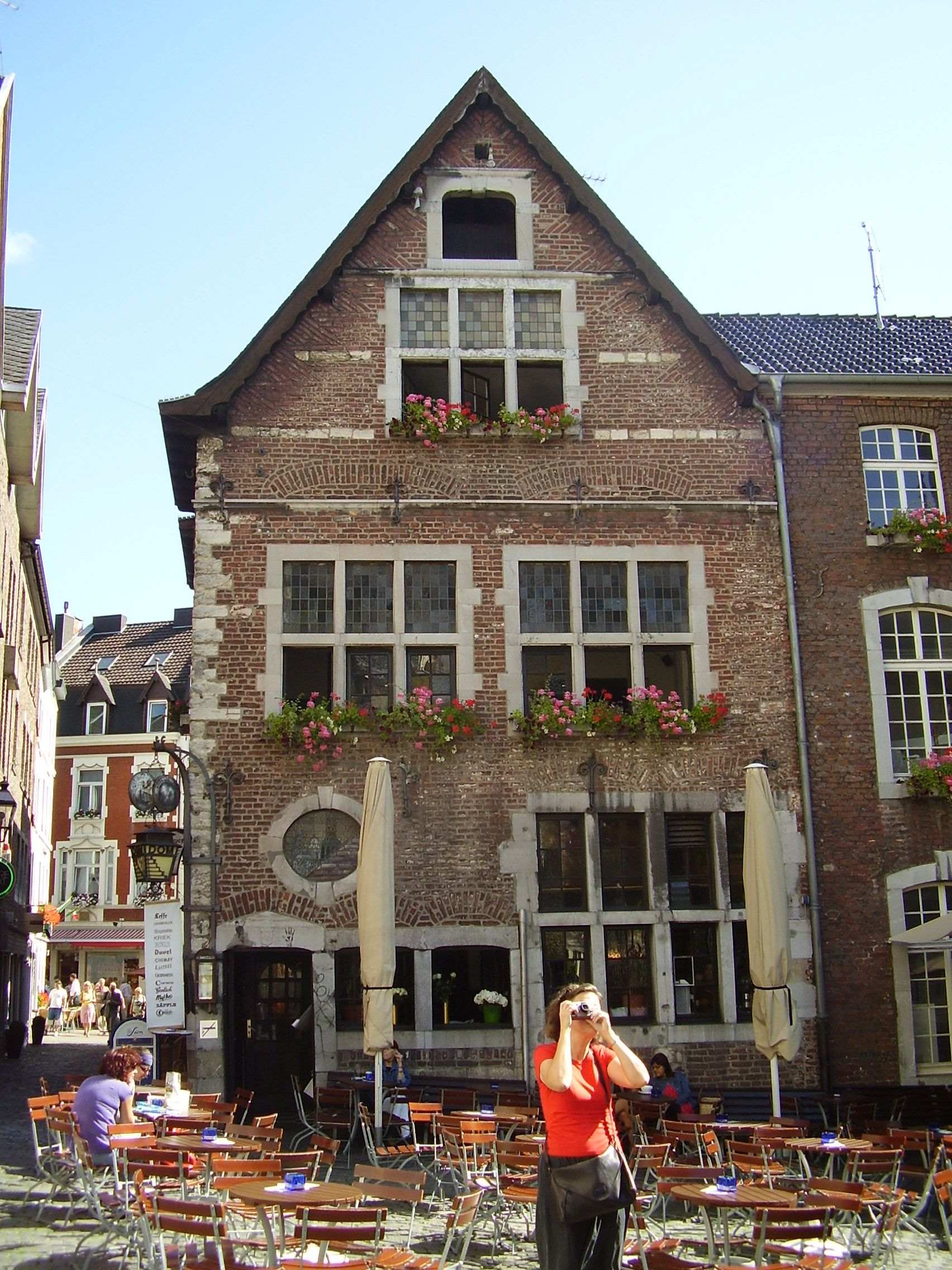
Domkeller, Aken

### Kastelen en boerderijen

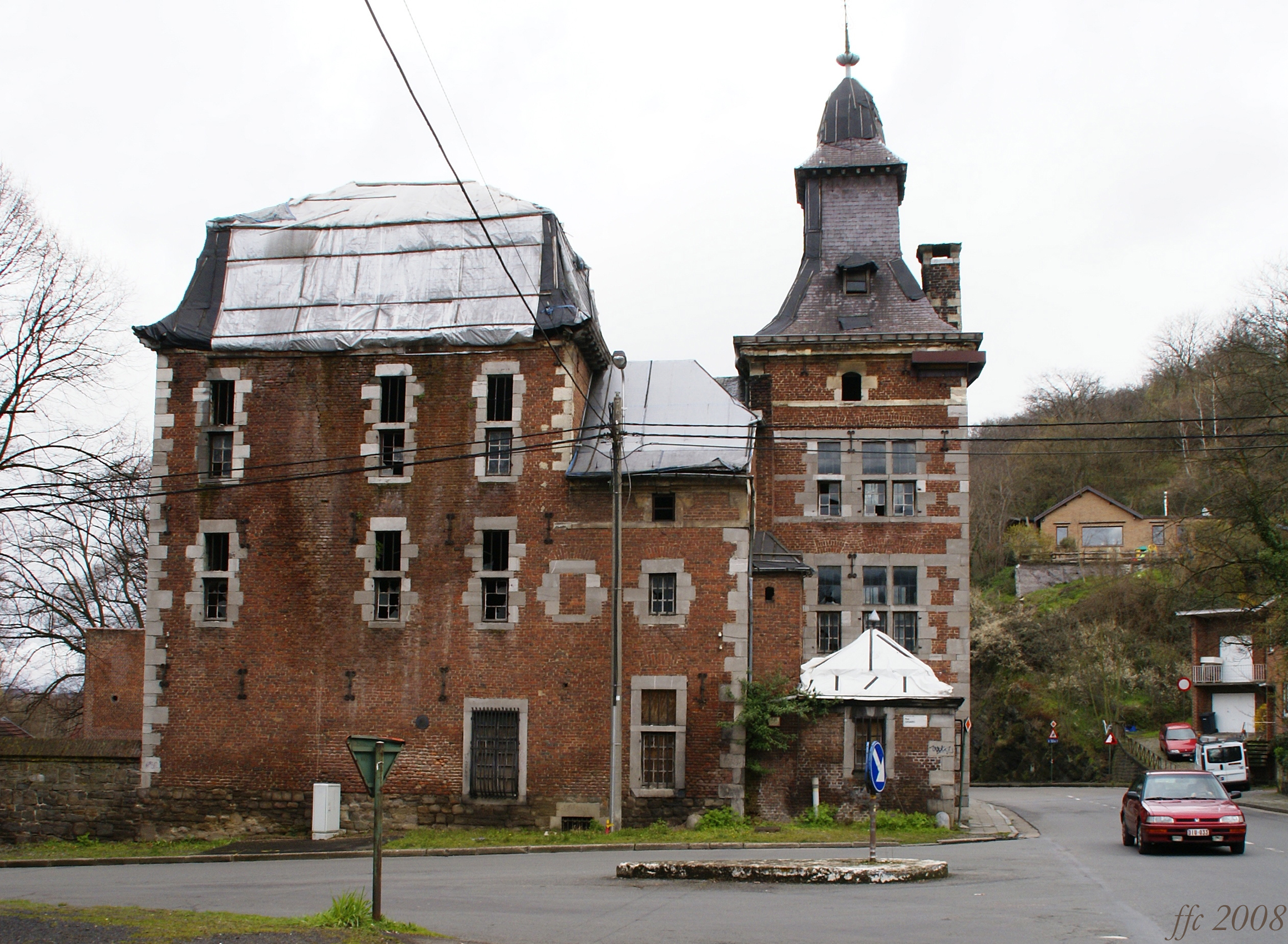
Kasteel van Cheratte
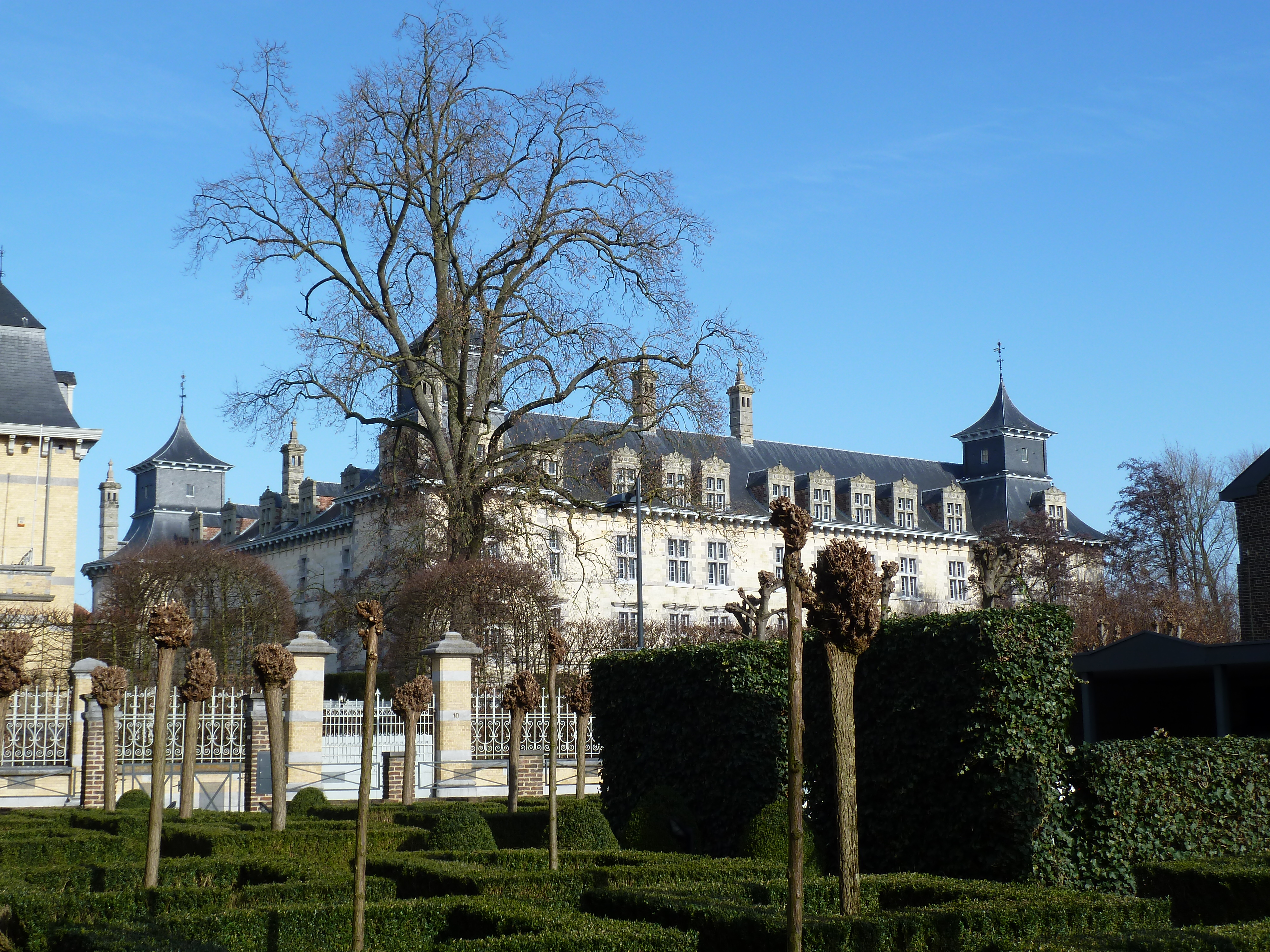
Kasteel Oud-Rekem
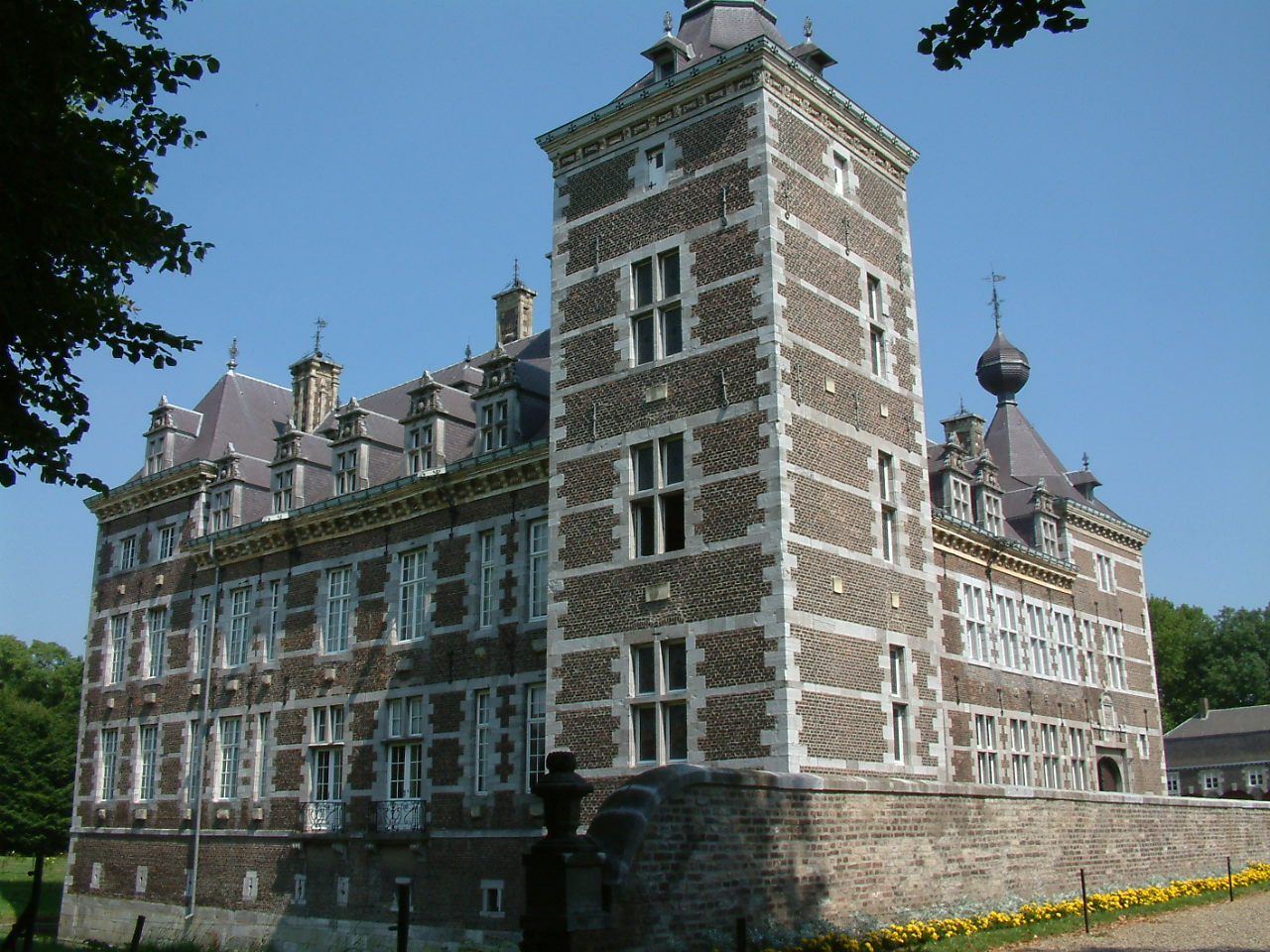
Kasteel Eijsden
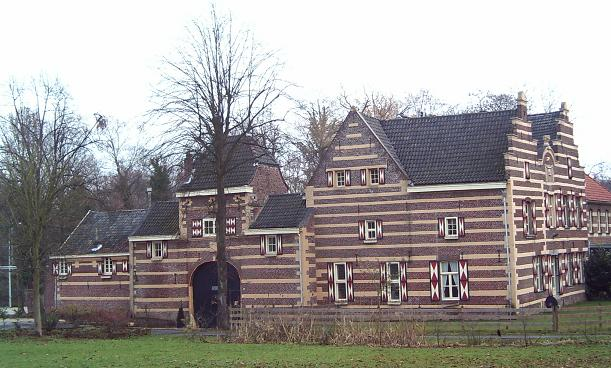
Huis De Dael, Nuth

## Neostijlen
Ontstaan in de 16e eeuw, bleef de Luiks-Maaslandse renaissancestijl gedurende de gehele 17e eeuw onverminderd populair in een groot gebied rondom de stedendriehoek Luik-Maastricht-Aken. Pas in het begin van de 18e eeuw kregen de zogenaamde Lodewijkstijlen (Lodewijk XIV-, XV- en XVI-stijl) de overhand bij de bouw van kastelen en burgerhuizen (zie: Barokarchitectuur in het Prinsbisdom Luik). Eind 19e, begin 20e eeuw beleefde de bouwstijl een heropleving. Het kasteel Montjardin in Remouchamps lijkt 17e-eeuws, maar dateert uit 1871. Andere voorbeelden zijn het gebouw van de Banque Delen aan de Boulevard D'Avroy in Luik, de raadhuizen van Chênée en Borgworm, de uitbreiding van het Kasteel d'Aspremont-Lynden in Oud-Rekem, de directeurswoning van de vroegere kolenmijn te Zwartberg en het Kasteel Karsveld nabij Gulpen.
In de tweede helft van de 20e eeuw beleefde de Maaslandse renaissance opnieuw een comeback, ditmaal in een moderne variant: de zogenaamde pseudo-Maaslandse stijl. Deze stijl wordt gekenmerkt door uitwendige betonconstructies, opgevuld met baksteen. In veel gevallen worden de tektonische gevels gecombineerd met hoge daken, kenmerkend voor veel 17e-eeuwse huizen in de binnensteden van Luik en Maastricht. Voorbeelden van deze stijl zijn vooral in Maastricht te vinden: Conservatorium Maastricht, Bijenkorfgevel Achter het Vleeshuis, Hotel Maastricht, politiebureau Prins Bisschopsingel en Gouvernement aan de Maas.

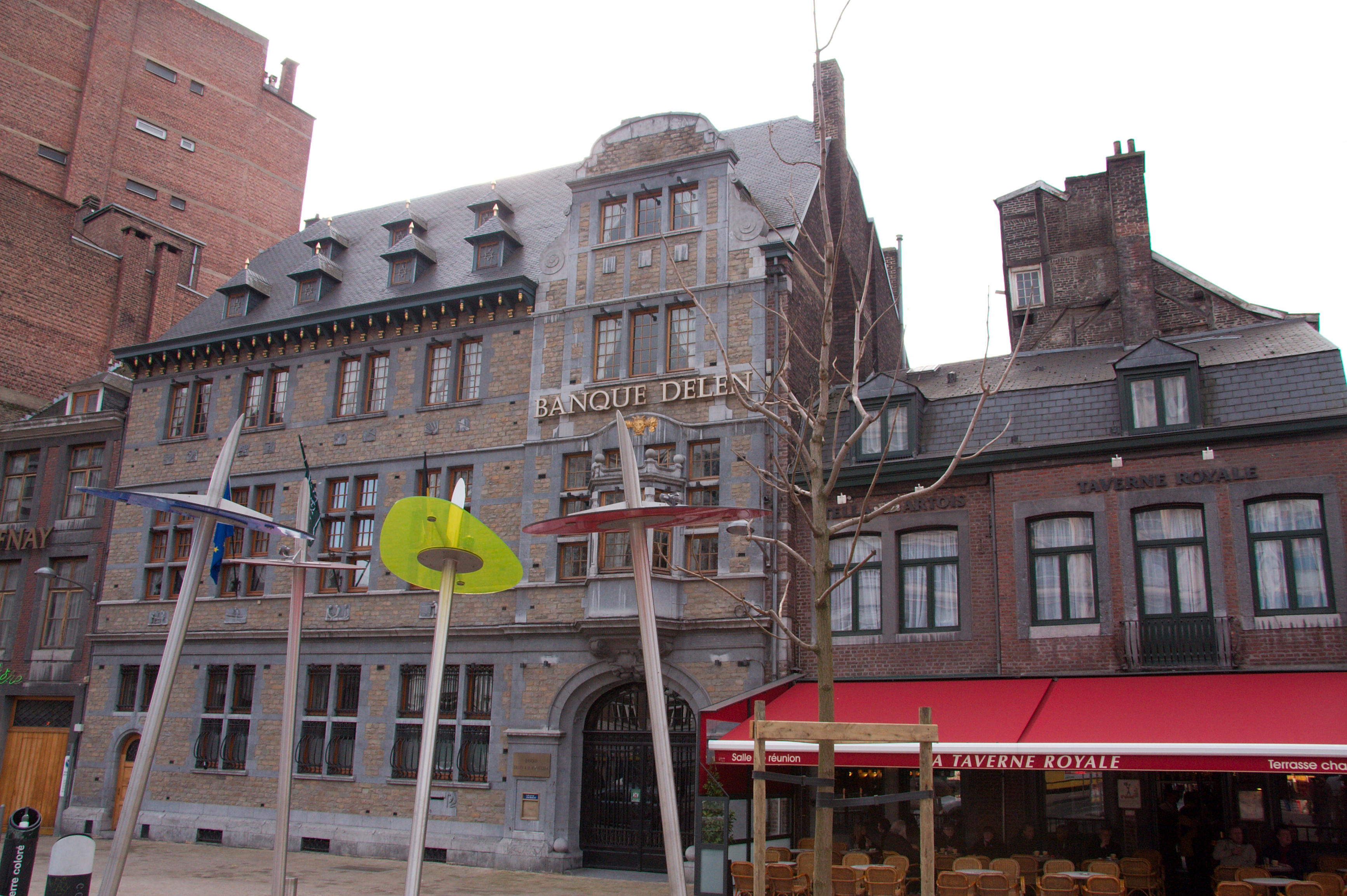
Banque Delen, Luik
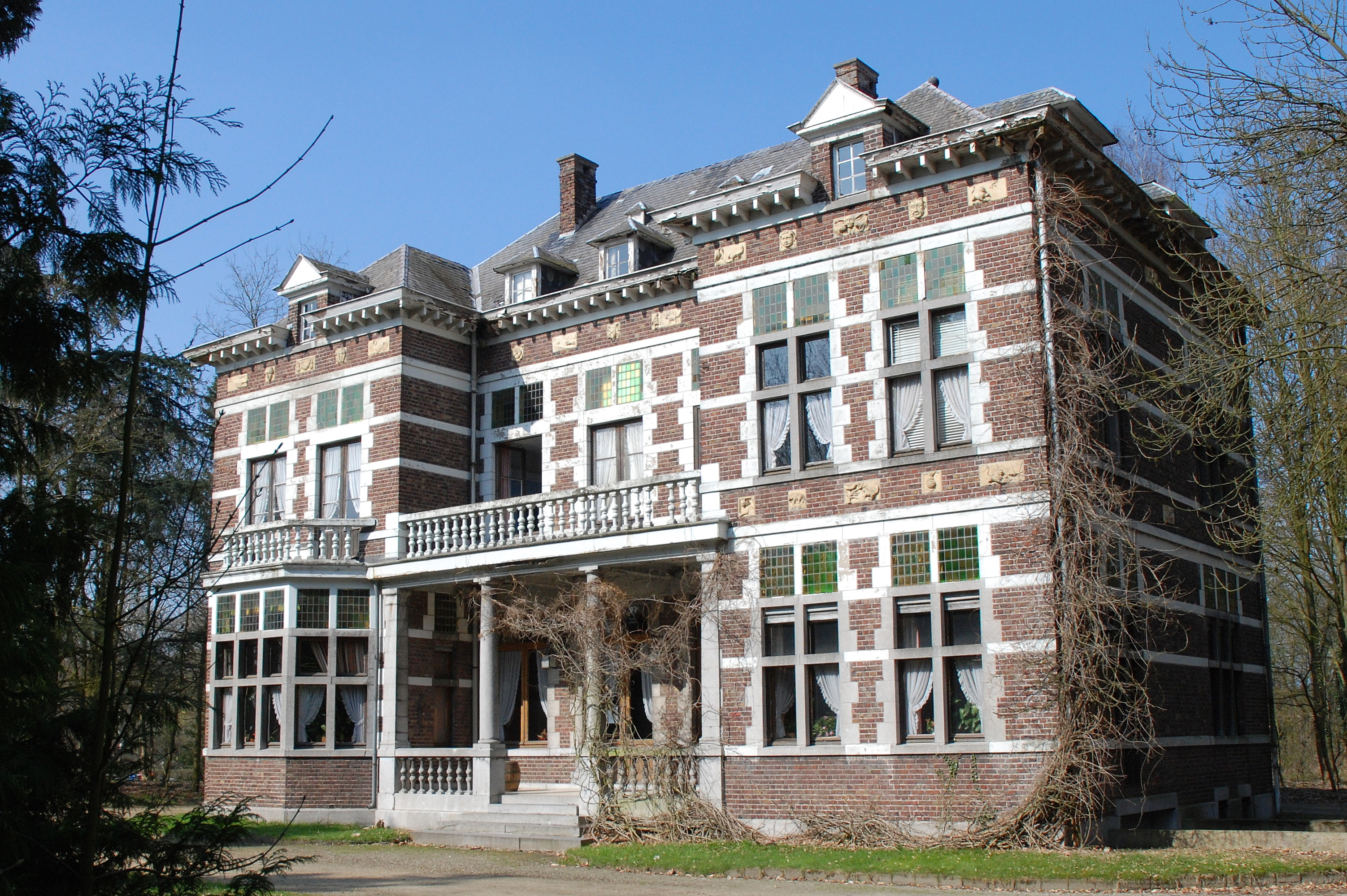
Directeursvilla Zwartberg
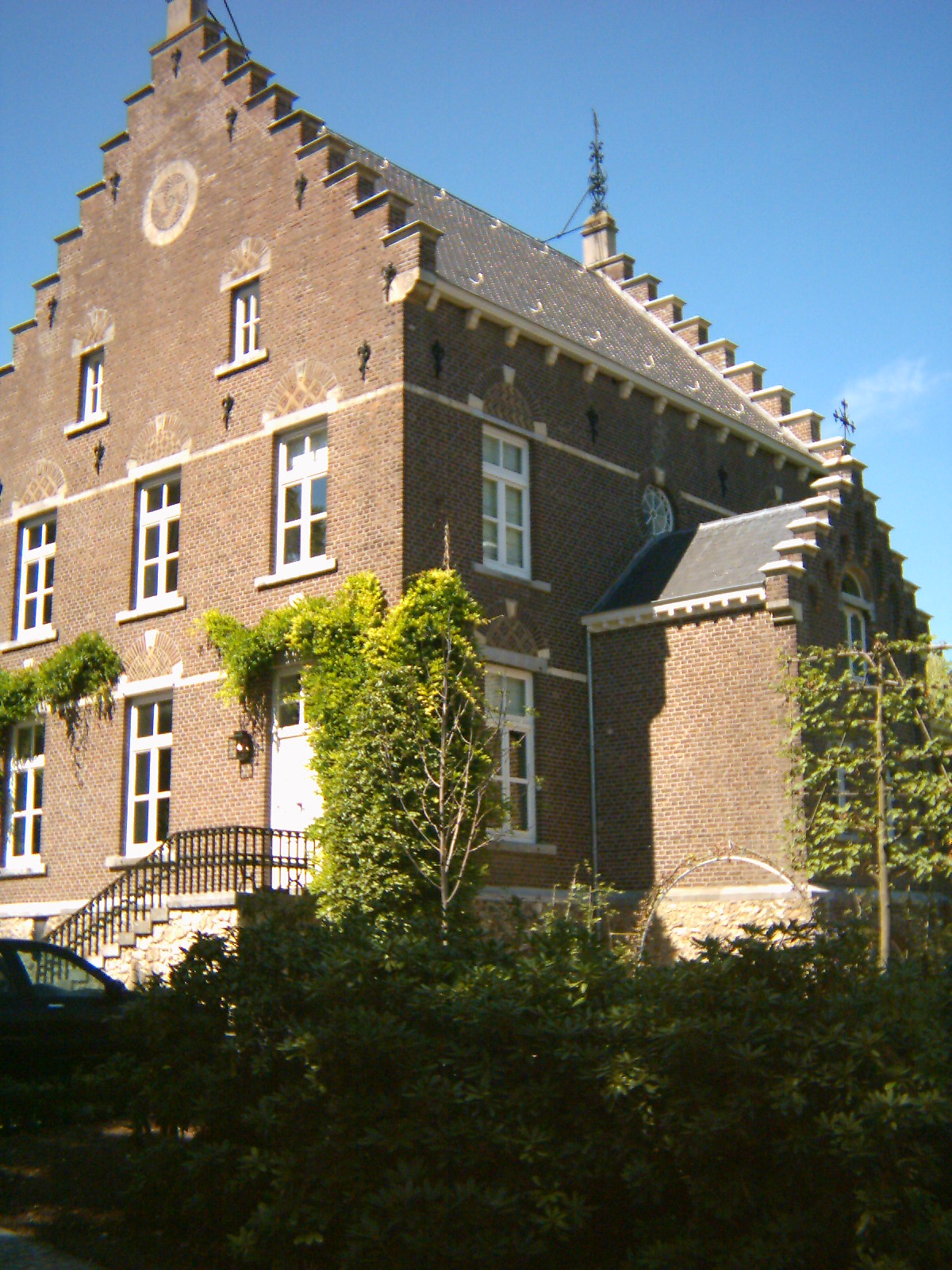
Kasteel Karsveld, Gulpen
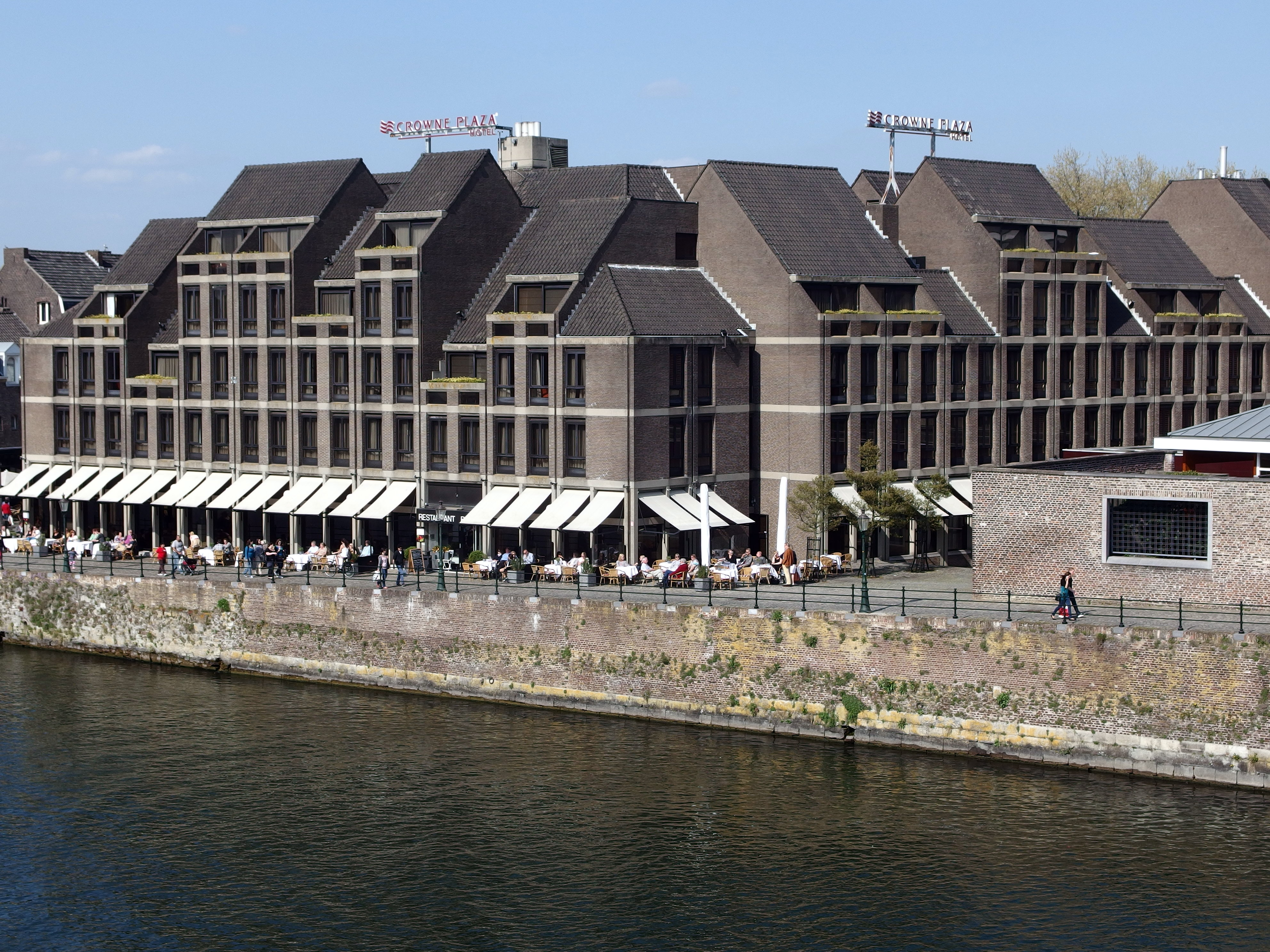
Hotel Maastricht